# Дуванаева, Бермет Алмазбековна
Бермет Алмазбековна Дуванаева (род. 28 января 1988, Фрунзе, Киргизская ССР, СССР) — бывшая киргизская теннисистка. Победительница 1 турнира ITF в одиночном разряде.
В теннисе с 7 лет. Завершила выступления Цикле женских турнирах ITF в октябре 2017 года. Любимое покрытие — хард.

## Спортивная карьера
За свою карьеру Дуванаева выиграла один титул в женских турнирах ITF. 30 июля 2012 года она заняла 449-е место в рейтинге ITF в одиночном разряде (лучший показатель за всю её карьеру). 13 сентября 2010 года она достигла 820-го места в парном рейтинге. За свою карьеру Дуванаева выиграла US$19 871.
За свою карьеру Дуванаева выиграла 81 поединок (53,3 %) и 71 проиграла в одночной разряде и 15 побед (34,1 %) и 29 поражений в парном. Играя за Кыргызстан на Кубке Федерации, Дуванаева одержала 16 побед и 8 раз проиграла.

## Рейтинг на конец года
| Год  | Одиночный рейтинг | Парный рейтинг |
| 2012 | 618               | 1011           |
| 2011 | 542               | 1208           |
| 2010 | 617               | 862            |
| 2009 | 876               | 1012           |
| 2008 | 850               | 992            |

## Выступления на турнирах

### Выступление в одиночных турнирах

#### Финалы турнировITFв одиночном разряде (3)

##### Победы (1)
| Легенда:        |
| --------------- |
| 100.000 USD (0) |
| 75.000 USD (0)  |
| 50.000 USD (0)  |
| 25.000 USD (0)  |
| 10.000 USD (1)  |

| Титулы по покрытиям | Титулы по месту проведения матчей турнира |
| ------------------- | ----------------------------------------- |
| Хард (0)            | Зал (0)                                   |
| Грунт (1)           | Зал (0)                                   |
| Трава (0)           | Открытый воздух (1)                       |
| Ковёр (0)           | Открытый воздух (1)                       |

| №  | Дата            | Турнир            | Покрытие | Соперница в финале | Счёт        |
| 1. | 28 августа 2011 | Шарлеруа, Бельгия | Грунт    | Мартина Гледачева  | 2-6 7-5 6-1 |

##### Поражения (2)
| №  | Дата            | Турнир              | Покрытие | Соперница в финале    | Счёт        |
| 1. | 22 августа 2011 | Алма-Ата, Казахстан | Хард(i)  | Александра Артамонова | 4-6 6-2 3-6 |
| 2. | 1 июля 2012     | Измир, Турция       | Хард     | Юлия Калабина         | 6-4 2-6 3-6 |